# Hygrophila difformis
Hygrophila difformis, con el nombre común de water wisteria (aunque no está relacionada con wisteria), es una planta acuática perteneciente a la familia de las acantáceas. Se encuentra en hábitats pantanosos en el subcontinente indio en Bangladés, Bután, India y Nepal. Crece a una altura de 20-50 cm con un ancho de 15 a 25 cm .

## Cultivo
Es fácil de cultivar en el agua, como tal, es una planta muy popular para los acuarios de la zona tropical. Crece mejor con buena luz con el agua un alimento rico y  sustrato y se beneficia de más de CO2. Puede ser fácilmente reproducidos a partir de esquejes .